# Яков Американски
Яков Американски (на английски: Iakovos of America, на гръцки: Ιάκωβος) е гръцко-американски духовник.
Роден е на 29 юли 1911 година в Агиос Теодорос на остров Имброс като Димитриос Кукузис в семейството на свещеник. През 1934 година завършва Халкинската семинария и приема постриг и името Яков, от 1938 година е архидякон на американския архиепископ на Вселенската патриаршия Атинагор, който през 1948 година става вселенски патриарх. През 1945 година получава магистърска степен по богословие от Харвардския университет. През 1954 година става милетски епископ, а през 1959 година архиепископ на Американската епархия, която оглавява до оттеглянето си през 1996 година.
Яков Американски провежда политиката на Вселенската патриаршия за консолидиране на няколкото православни църкви в Северна Америка под върховенството на вселенския патриарх, срещайки съпротивата на някои архиереи, сред които и българския митрополит Андрей Нюйоркски, който го определя като „голем българомразец“.
Умира на 10 април 2005 година в Стамфорд от белодробна фиброза и е погребан в Бруклин.